# 倫敦海洋生物水族館

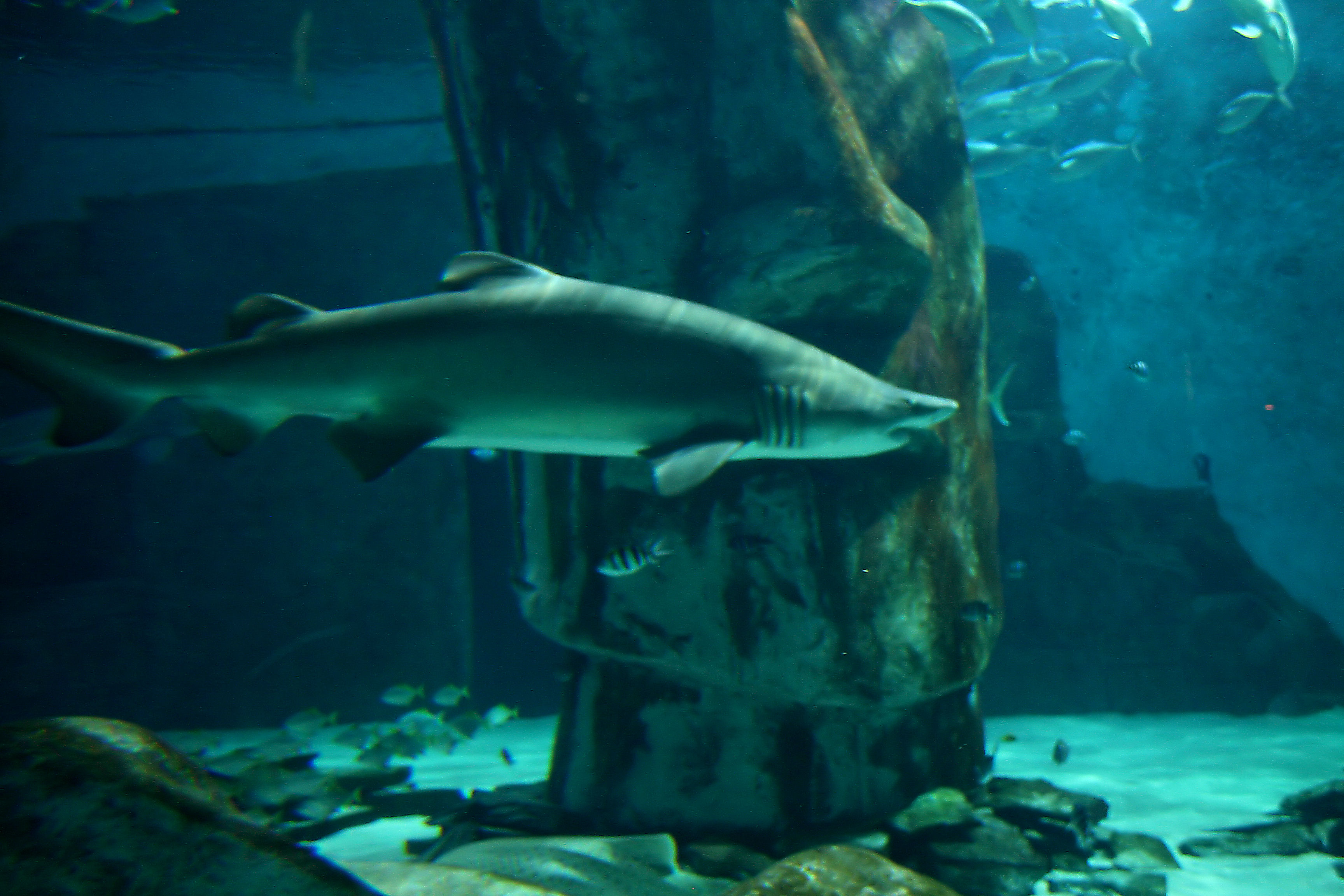
水族館裡的鯊魚

倫敦海洋生物水族館（Sea Life London Aquarium）是一個位於倫敦倫敦郡會堂一層、緊鄰泰晤士河的水族館。1997年3月開張，當時稱London Aquarium（即“倫敦水族館”），2008年4月被默林娛樂買下重新裝修，次年4月重新開張並改現名。

## 外部連接
维基共享资源上的相關多媒體資源：倫敦海洋生物水族館
- 官方网站